# Ujazdek
Ujazdek – wieś w Polsce położona w województwie świętokrzyskim, w powiecie staszowskim, w gminie Bogoria.

## Podział administracyjny
| SIMC    | Nazwa           | Rodzaj     |
| ------- | --------------- | ---------- |
| 0788608 | Kolonia Ujazdek | kolonia    |
| 0788590 | Ksawerów        | przysiółek |

W latach 1975–1998 miejscowość administracyjnie należała do województwa tarnobrzeskiego.

## Dawne części wsi – obiekty fizjograficzne
W latach 70. XX wieku przyporządkowano i opracowano spis lokalnych części integralnych dla Ujazdka zawarty w tabeli 1.

| Nazwa wsi – miasta    | Nazwy części wsi – miasta | Nazwy obiektów fizjograficznych – charakter obiektu                                                                                     |
| --------------------- | ------------------------- | --- |
| I. Gromada NIEDŹWIEDŹ |                           | |
| 1. Ujazdek            | 1. Ksawerów               | 1. Bartek — pole 2. Góra — las 3. Kamienie — pole 4. Ksawerów — pole 5. Mazurka — pole 6. Ogrody — pole 7. Pinki — pole 8. Rudki — pole |

## Historia
W połowie XV wieku Ujazdek odnotowany został przez Jana Długosza (Długosz, L.B., I, 320; II, 342) jako wieś należąca do parafii Ujazd. Była własnością Jana z Oleśnicy herbu Dębno. Wieś maiła wówczas 4 łany kmiece, z których dziesięcinę w wysokości 4 grzywien płacono archidiakonii sandomierskiej.
Wieś leżąca w powiecie sandomierskim województwa sandomierskiego wchodziła w XVII wieku w skład kompleksu iwaniskiego dóbr Zbigniewa Ossolińskiego. W 1629 roku właścicielem wsi położonej w powiecie sandomierskim województwa sandomierskiego był Krzysztof  Ossoliński.
Pod koniec XIX wieku, według „Słownika Geograficznego Królestwa Polskiego i innych krajów słowiańskich”, Ujazdek był wsią z folwarkiem należącą do ówczesnego powiatu opatowskiego, gminy Malkowice i parafii Kiełczyna, odległą o 20 wiorst od Opatowa. W 1827 roku wieś i folwark liczyły 10 domów i 68 mieszkańców, zaś w 1892 roku 15 domów i 75 mieszkańców. Obejmowały wówczas 310 mórg gruntów folwarcznych (w tym 164 roli i 70 lasu), 12 osad i 84 morgi włościańskie.

## Literatura
1. Kaczmarek Leon (red. nauk. zeszytu), Taszycki Witold (red. nauk. wyd.): Urzędowe Nazwy miejscowości i obiektów fizjograficznych. 33. Powiat staszowski województwo kieleckie. Komisja ustalania nazw miejscowości i obiektów fizjograficznych (do użytku służbowego). Z: 33. Warszawa: Urząd Rady Ministrów. Biuro do Spraw Prezydiów Rad Narodowych, 1970. Brak numerów stron w książce